# فيلكيفتسي (زاكارباتسكا)

فيلكيفتسي (Вільхівці) هي مدينة في مقاطعة زاكارباتسكا في أوكرانيا. يبلغ عدد سكانها حوالي 3329   نسمة.